# Il Paroliere
Il Paroliere (in originale Boggle) è un gioco da tavolo inventato dallo statunitense Alan Turoff nel 1970.
Lo scopo del gioco è quello di trovare il maggior numero di parole di senso compiuto all'interno di una griglia composta da 16 lettere disposte in quattro file. Le lettere sono segnate sulle facce di 16 dadi speciali che vengono lanciati prima dell'inizio di ogni partita in maniera da disporli casualmente all'interno della griglia di plastica. I giocatori hanno a disposizione un tempo massimo per trovare le parole. È possibile utilizzare solo lettere adiacenti collegate tra loro in orizzontale, in diagonale o in verticale.

## Il Paroliere nei media
Il gioco è stato fonte di ispirazione per diversi programmi televisivi, fra cui Paroliamo. Numerose sono anche le versioni elettroniche del gioco fra cui Ruzzle, il Paroliere online e mobile.